# Macracanthopus schoutedeni
Macracanthopus schoutedeni är en bönsyrseart som beskrevs av Lucien Chopard 1929. Macracanthopus schoutedeni ingår i släktet Macracanthopus och familjen Mantidae. Inga underarter finns listade i Catalogue of Life.